# Korșiv, Zdolbuniv
Korșiv (în ucraineană Коршів) este un sat în comuna Uiizdți din raionul Zdolbuniv, regiunea Rivne, Ucraina.

## Demografie
Componența lingvistică a localității Korșiv
     Ucraineană (100%)
Conform recensământului din 2001, toată populația localității Korșiv era vorbitoare de ucraineană (100%).